# تاني يوتاكا
تاني يوتاكا (باليابانية: 谷豊؛ بالكانا: たに ゆたか) هو جاسوس ياباني، ولد في 1910 في Minami-ku, Fukuoka ‏ في اليابان، وتوفي في 17 مارس 1942 بسبب ملاريا.